# 皮氏裂口鬚魮
皮氏裂口鬚魮（学名：Coptostomabarbus bellcrossi）為輻鰭魚綱鯉形目鯉科的一個種，分布於非洲剛果河流域，體長可達2.7公分，棲息在中底層水域。